# Nycteola triangularis
Nycteola triangularis är en fjärilsart som beskrevs av Embrik Strand 1917. Nycteola triangularis ingår i släktet Nycteola och familjen trågspinnare. Inga underarter finns listade i Catalogue of Life.